# Euprepina caminaria
Euprepina caminaria är en tvåvingeart som först beskrevs av Christian Rudolph Wilhelm Wiedemann 1830.  Euprepina caminaria ingår i släktet Euprepina och familjen svävflugor. Inga underarter finns listade i Catalogue of Life.